# Alegeri prezidențiale în Croația, 2009-2010
Primul tur de scrutin al alegerilor prezidențiale din Croația din 2010 a avut loc duminică, 27 decembrie 2009, și la acesta au participat doisprezece candidați. În al doilea tur s-au calificat câștigătorul primului tur Ivo Josipović și candidatul de pe locul doi Milan Bandić, iar alegerile s-au ținut duminică 10 ianuarie 2010. Ivo Josipović a câștigat alegerile cu 60,3% din voturi, față de 39,7% cât a primit Bandić.
Președintele în exercițiu Stjepan Mesić nu a mai putut candida, deoarece era la finalul celui de-al doilea mandat. Majoritatea partidelor politice importante din Croația au participat la alegeri fie nominalizând un candidat propriu, fie susținând un candidat din afară, dar campania nu a fost dominată doar de candidații principalelor partide. Pragul relativ scăzut de candidatură (zece mii de semnături într-o țară cu patru milioane de alegători), problemele interne din sânul principalului partid politic (Uniunea Democrată Croată, HDZ) cauzată de plecarea liderului Ivo Sanader și de criza economică, precum și frământările din cel de-al doilea partid ca mărime (Partidul Social Democrat, SDP), au făcut ca în primul tur să fie înregistrat cel mai mare număr de candidați din istoria algerilor din Croația independentă.
În primul tur de scrutin, alegătorii de stânga au preferat în general trei-patru candidați, iar alegătorii de dreapta s-au împărțit între cel puțin cinci sau șase candidați. Din cauza tendinței spre stânga și a fărâmițării pronunțate a dreptei, în turul al doilea au intrat doi candidați care fuseseră vreme îndelungată membri ai SDP. Sondajele de opinie au prezis în mod corect câștigătorul, dar neputând preciza clar cine va fi pe locul doi, mai mulți candidați fiind despărțiți de diferențe mai mici decât marja de eroare.
Al doilea tur de scrutin a fost marcat de o mai intensă polarizare. Campania lui Bandić și-a schimbat semnificativ mesajul electoral, încercând să câștige voturile electoratului de dreapta, și a încercat să preia inițiativa, în timp ce campania lui Josipović a avut o tentă defensivă. Anunțul revenirii în viața politică a lui Ivo Sanader, perceput ca susținător al lui Bandić, anunț venit cu o săptămână înainte de al doilea tur de scrutin, a cimentat însă avantajul lui Josipović. În cele din urmă, Josipović a câștigat alegerile cu peste 60% din voturi.

## Rezultate
Rezultatele alegerilor prezidențiale din 27 decembrie 2009 – 10 ianuarie 2010 din Croația:
| Candidați | Candidați          | Candidați                                                                                  | Primul tur | Primul tur | Al doilea tur | Al doilea tur |
| Candidat | Candidat           | Partid                                                                                     | Voturi     | %          | Voturi        | %             |
| --- | ------------------ | ------------------------------------------------------------------------------------------ | ---------- | ---------- | ------------- | ------------- |
| | Ivo Josipović      | Partidul Social Democrat (Socijaldemokratska partija Hrvatske)                             | 640,594    | 32.42      | 1,339,380     | 60.26         |
| | Milan Bandić       | Independent                                                                                | 293,068    | 14.83      | 883,211       | 39.74         |
| | Andrija Hebrang    | Uniunea Democrată Croată (Hrvatska demokratska zajednica)                                  | 237,998    | 12.04      |               |               |
| | Nadan Vidošević    | Independent                                                                                | 223,892    | 11.33      |               |               |
| | Vesna Pusić        | Partidul Popular Croat – Liberal Democrat (Hrvatska narodna stranka – liberalni demokrati) | 143,190    | 7.25       |               |               |
| | Dragan Primorac    | Independent                                                                                | 117,154    | 5.93       |               |               |
| | Miroslav Tuđman    | Independent                                                                                | 80,784     | 4.09       |               |               |
| | Damir Kajin        | Adunarea Democratică Istriană (Istarski demokratski sabor - Dieta democratica istriana)    | 76,411     | 3.87       |               |               |
| | Josip Jurčević     | Independent                                                                                | 54,177     | 2.74       |               |               |
| | Boris Mikšić       | Independent                                                                                | 41,491     | 2.1        |               |               |
| | Vesna Škare-Ožbolt | Independent                                                                                | 37,373     | 1.89       |               |               |
| | Slavko Vukšić      | Partidul Democratic al Slavoniei (Demokratska stranka slavonske ravnice)                   | 8,309      | 0.42       |               |               |
| Voturi validate: | Voturi validate:   | Voturi validate:                                                                           | 1,954,441  | 98.94      | 2,222,591     | 98.64         |
| Voturi anulate: | Voturi anulate:    | Voturi anulate:                                                                            | 20,890     | 1.06       | 30,546        | 1.36          |
| Prezență la vot: | Prezență la vot:   | Prezență la vot:                                                                           | 1,975,909  | 43.96      | 2,253,553     | 50.13         |
| Total alegători: | Total alegători:   | Total alegători:                                                                           | 4,495,233  |            | 4,495,334     |               |
| Procentajele fiecărui candidat sunt calculate în raport cu numărul de voturi valide Procentajele de voturi valide și invalide sunt calculate în raport cu numărul de alegători prezenți la vot Prezența la vot este calculată în raport cu numărul de alegători |                    |                                                                                            |            |            |               |               |
| Sursă: Comisia electorală națională (Državno izborno povjerenstvo): Rezultate oficiale pentru primul tur Arhivat în 20 aprilie 2013, la Wayback Machine.; Rezultate oficiale pentru turul al doilea Arhivat în 22 noiembrie 2011, la Wayback Machine.           |                    |                                                                                            |            |            |               |               |